# Колон (провінція)
Колóн (ісп. Provincia de Colón) - одна з провінцій Панами. Адміністративний центр - місто Колóн.

## Географія
Розташована в північній частині країни. Межує з провінціями: Вераґуас (на південному заході), Кокле і Панама (на півдні), Ґуна-Яла (на сході). На півночі омивається водами Карибського моря. Через територію провінції проходить північна частина Панамського каналу. Площа становить 4891 км².

## Населення
Населення провінції за даними на 2010 рік становить 241 928 чоловік. Щільність населення - 49,46 чол./км².

## Адміністративний поділ
В адміністративному відношенні поділяється на 5 округів:
- Колон
- Чагрес
- Доносо
- Портобело
- Отун